# 十四年式拳銃
十四年式拳銃（じゅうよねんしきけんじゅう）は、1920年代中期に開発され、大正十四年（1925年）に制式採用された大日本帝国陸軍の拳銃である。
1900年代に開発された南部式大型自動拳銃に改良を加えた派生型であるため、しばしば南部十四年式拳銃とも呼ばれるが、あくまで制式名称は十四年式拳銃であり、また南部麒次郎は設計の基となった基礎研究には関わっていたが、設計には直接関わっていない。

## 概要
日本軍独自の8x22mm南部弾（十四年式拳銃実包）を使用する自動式拳銃である。装弾数は弾倉8発+薬室1発。試作型にはダブルカラム（複列方式）の16発弾倉を使用する物も存在していたが、制式となったのはシングルカラムの8発弾倉のものである。
原型の南部式ともども外観がルガー P08に類似し、撃発装置が同じストライカー式であるため「和製ルガー」などとも呼ばれる事もあるが、内部機構は全く異なり、むしろモーゼル C96やイタリアのグリセンティ M1910と類似している。機構・性能ともに当時の自動式拳銃としては一般的なもので、南部麒次郎も回想録で「この拳銃には特に誇張すべきことはない」と述べている。

## 開発
1924年（大正13年）、南部麒次郎の助言の下、名古屋工廠で南部式大型自動拳銃の乙型を元に、問題だった製造コストと耐久性を解決するため簡略化し生産性を向上させ、安全機構の見直しも行う等の改良を加えて開発された。陸軍将校の軍装拳銃としてや、中国大陸、シャム（タイ）などへ小口販売された後、1925年（大正14年）になって従来の制式拳銃である二十六年式拳銃の後継として陸軍に制式採用された。

## 構造

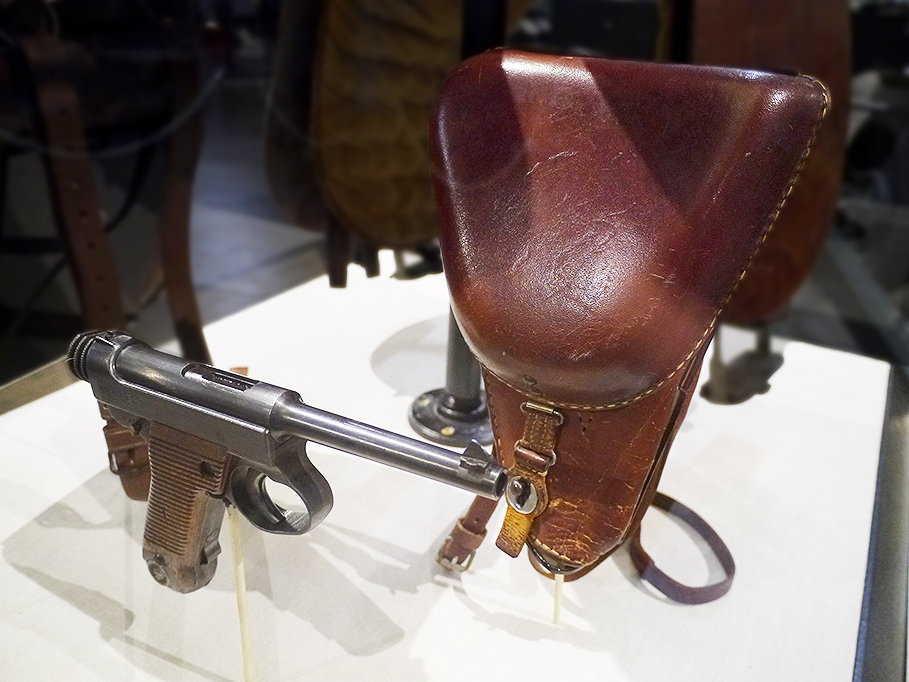
十四年式拳銃と拳銃嚢

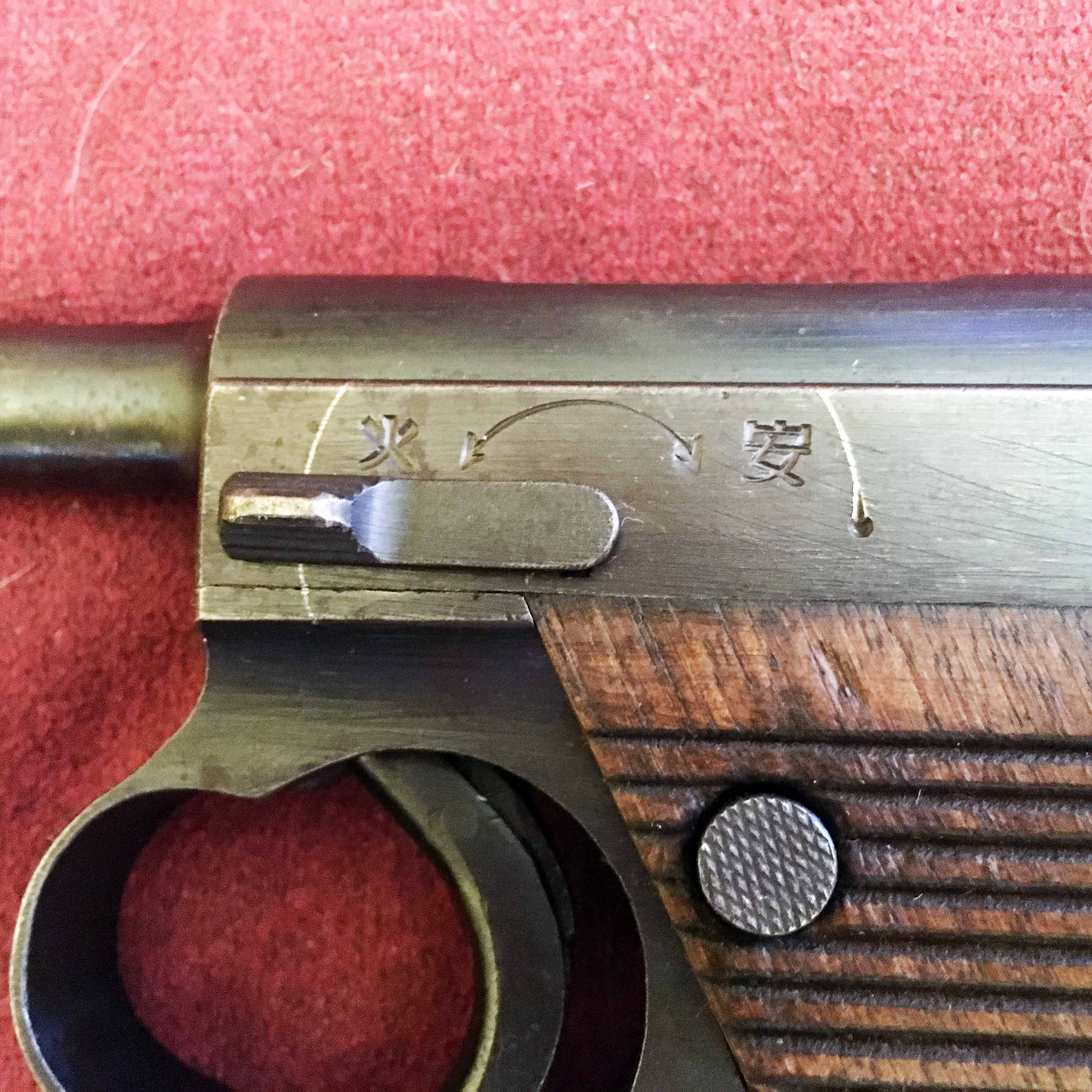
十四年式拳銃の安全栓。安全栓を「火」位置からさらに下へ回した痕が付いている

撃発装置
十四年式拳銃の撃発機構は、ストライカー方式が採用された。引き金を引くと引き金鉤板肩部（トリガーバー）が逆鉤（シアー）前端を押し上げ逆鉤発條（ばね）を圧縮、逆鉤々部（シアーの後端、鉤状の部分）は下降して撃茎（ファイアリングピン）後端の控制を解き、撃茎は発條に押されて薬莢後端にある雷管に衝撃を与えて発火・撃発させる。シアーは機関部（フレーム）前端から後端までに及ぶ細長い棒状の形状をしており、ちょうど真中辺りで保持されシーソーの様に動いて作用する。
この方式では銃把に撃鉄発條（ハンマースプリング）などを内蔵する必要がなく、手の小さい日本人にも握りやすい細身の銃把となった。撃鉄が露出した形式の銃では撃発可能な状態が側面・上面から一目でわかるのに対し、本銃では撃茎が後退しているかどうかを確認するには、銃後部を下面から見上げて、逆鉤々部が撃茎を保持しているかどうかを目視する必要がある。
撃茎ばね（ストライカースプリング）を圧縮する方式は、円筒（ボルト）が後退する際に行われる「コック・オン・オープニング」ではなく、後退した円筒が再び前進する際に行われる「コック・オン・クロージング」である。
自動装填機構
原型となった南部式自動拳銃と同様、モーゼル軍用拳銃のプロップアップ式ショートリコイル機構をアレンジしたデザインとなっている。
発砲の反動によってスライドおよび（スライドに結合され一体となった）銃身がわずかに後退すると、スライド後方（弾倉より後ろ側）下部のロッキングブロックがブロック前端を支点として下方向に揺動することにより、ボルトとスライドの結合が解かれ、併せて下降したロッキングブロック後端がフレームに用意された窪みにはまりスライドおよび（スライドと一体化した）銃身の後退が止まる。その後はボルトだけが後退し銃身後端内部の薬室が開放され排莢される。
後退したボルトがばねの力で再び前進する際に、弾倉から押し上げられた次弾をボルト前端が引っかけながら前方に抽送し薬室に次弾の装填が行われる。薬室に次弾が装填された後もボルトは前進し続け、銃身後端を前方に押し出し（銃身と一体となった）スライドも前進することにより、ロッキングブロック後端が上昇しボルトとスライドが再結合され、最終的に銃身・スライド・ボルトが所定の位置に戻り装填が完了する。
弾倉を交換した際には、スライド後部に露出した円筒形のノブを後方に引きノブと直結したボルトを手動で後退させることにより、上記の往復全行程を経て初弾を装填する。
同じプロップアップ式ショートリコイル機構に分類されるが、ワルサーP38やベレッタ92の機構は、銃身の後退に伴う銃身後端下部のロッキングブロックの下方向への揺動により、（ボルトを兼ねた）スライドと銃身との結合が解かれ、その後は（ボルトを兼ねた）スライドだけが後退し薬室が開放される方式であり、十四年式拳銃とは異なる方式である。
手動安全装置
安全栓をかけると、安全栓は引き金鉤板肩部の動きを妨げ、引き金を引けなくする。
安全栓（操作レバー）は、銃床左の前端に位置する。前後に180度回転し、レバー先端を銃口方向（火）に向ければ解除（発射状態）、射手方向（安）に向ければ作動する。両状態でのレバーの位置は銃身とほぼ平行となる。M1911、ルガーP08、ワルサーP38などと違い、銃を握ったままの手で操作することは意図されていない。安全栓は前後の水平位置からさらに低い角度へ回転することができるため、現存する本銃には安全栓の下側や、グリップパネルにも回転の痕が付いている場合がある。
弾倉安全装置
弾倉と連動して作動する安全装置。弾倉を抜き取ると、薬室内の弾薬の有無とは無関係に引き金鉤鈑（トリガーシア）を控制し、引き金を引けなくする。
ホールドオープン機能
最終弾を発射すると、弾倉内の最上部にせり上がっている受筒鈑（マガジンフォロアー。弾薬と底部ばねの間に位置する板状の部品）によりボルトの前進が阻止され、ホールドオープンと呼ばれる状態になり、残弾がなくなった事を知らせる。
しかし他の自動拳銃ではマガジンフォロアーが直接ボルトやスライド（遊底）にかみ合わず、ボルトストップ（スライドストップ）が押し上げられてボルト前進を阻止、弾倉交換後はこの部品を操作するだけでボルトの前進、再装填が行えるが、本銃ではその機構がないため、弾倉を抜く際に余計な力や手間が必要になる。
後期型ではこれに加えて弾倉を脱落しにくくするための板ばねが追加されたため、弾倉を抜くには更に力を要するようになった。
弾倉を引き抜くとボルトも前進してしまうため、弾倉を交換した場合には改めてボルトを引いて初弾を薬室に装填する必要がある。

## 改良
採用期間の間に以下のような改良が施され、改良以前に製造されたものは工廠へ持参して改造してもらうことになっていたが、改造費が自己負担だったため、ほとんど実施されなかったとされる。
第1回 昭和9年2月
懸紐止の外径8mmを10mmに改める。
撃茎頭部室の幅5mmを7mmに改める。
第2回 昭和9年4月
撃茎発條止の削肉減量。
弾倉の寸法および形状の一部改正。
第3回 昭和11年9月
薬室寸法を改める。
弾倉底の製作を容易にするため、材質をアルミニウム合金第二種から同五種甲でも製作できるように改める。
第4回 昭和13年3月
防寒手套使用の場合に操作を容易にするため、用心鉄の指掛部を円形から卵型へ拡大する。指掛部を円形から卵型へ改造する場合は実費として5円支払う（現在の90,000円程度）。改正後に製造された物は後期型とも呼ばれるが、制式に区別されているわけではない。
第5回 昭和14年12月
弾倉板ばねの改正。
床把体などに代用品を仮制式する。

## 運用

### 日本国内

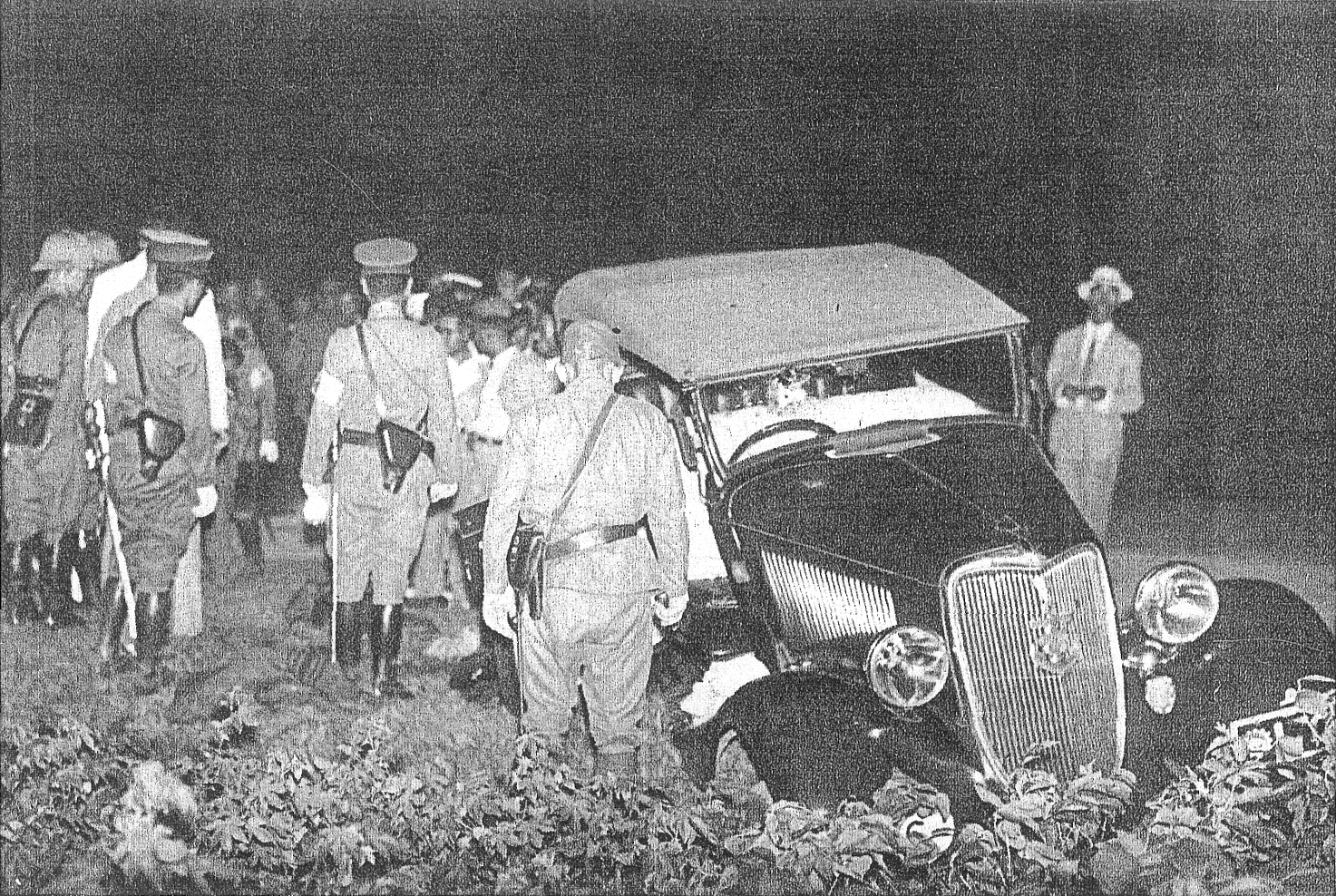
十四年式拳銃（拳銃嚢・拳銃帯革・拳銃懸紐）を装備する憲兵下士官兵

帝国陸軍において将校准士官が装備する拳銃は、軍服や軍刀などの身の回りの軍装品と同じく私費調達（個人の嗜好による）が基本である「軍装拳銃」であり、主に欧米からの輸入品を中心に国産品を含めさまざまなものが使用されていた。そのため、制式拳銃である十四年式拳銃は、軽機関銃・重機関銃分隊員（銃手他）、憲兵、機甲兵（戦車・装甲車乗員）、自動二輪運転手、航空部隊の空中勤務者（操縦者他）、挺進部隊の挺進兵などの下士官兵（官給品受領対象者）に主に支給された。
1930年代中頃に採用された九四式拳銃は、その開発・採用目的は上述の将校准士官用拳銃の国産統一化が目的であり、十四年式拳銃の後続主力拳銃ではないため、本銃は1945年（昭和20年）の第二次世界大戦敗戦まで日本軍の主力拳銃として生産・使用された。総生産数は約28万丁。
終戦に伴う日本軍の武装解除で、他の拳銃と共に連合国側に接収されたが、日本国政府は治安の混乱に対処する目的でGHQに返還を要請し、警察への支給品として1946年（昭和21年）頃一部が返還され、1948年（昭和23年）頃からアメリカ製拳銃の貸与が増加するまで使用されている。このとき支給された日本軍拳銃の中では十四年式拳銃が大部分を占めていた。
また、海上保安庁でも戦後しばらく使用されていた。

### 海外

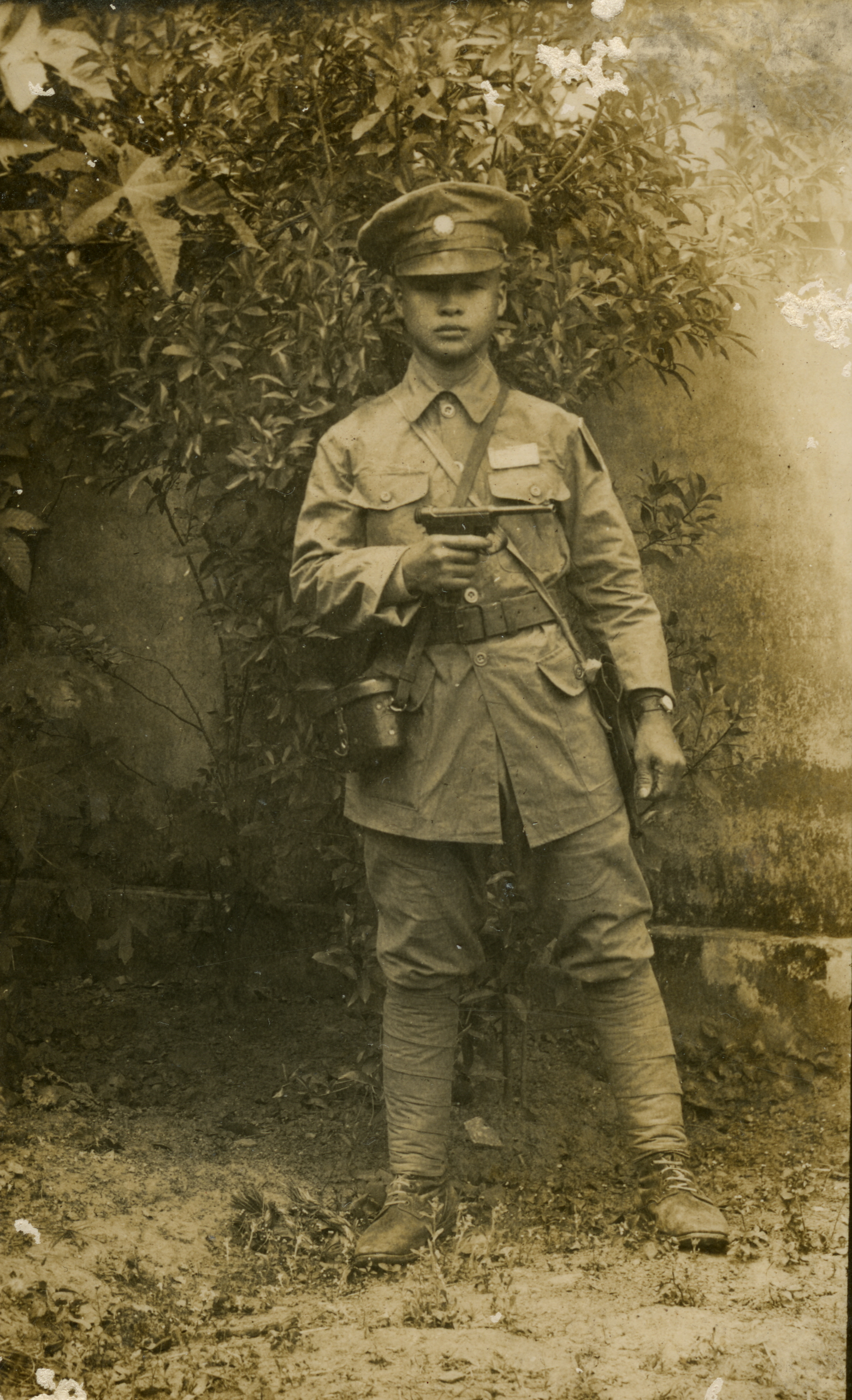
十四年式拳銃（後期型）を所持した国民革命軍兵士

東南アジア諸国や中国大陸などでは十四年式拳銃を含む日本軍の火器が、独立戦争や国共内戦などで使用されたほか、朝鮮戦争初期には朝鮮人民軍の将校用拳銃としても使用されていた。中国では、その特徴的な拳銃嚢がスッポンと似ていることから、王八盒子（スッポンと似た拳銃嚢付き大型拳銃）または銃そのものの形から鶏腿盒子、鶏腿擼子（骨付きの鶏モモ肉と似た大型拳銃または自動拳銃）の愛称を付けた。

## 派生型

### ・北支一九式拳銃
南部式・十四年式から派生した最末期の製品である。
生産数は不明ながら、米国に比較的状態の良いものが残されており、北京の軍事博物館にも展示されている。
十四年式からの改良品だが、そのデザイン・構造には相違点が多く、十四年式の非実戦的なデザインの多くが改善され、大量生産を意識した構造となっている。生産も日本本土ではなく日本軍占領下の中国・北平（北京）で行われた。
北支一九式の十四年式（南部式）からの主な変更点は下記の通りである。
- 別パーツだった用心鉄と機関部が一体化し、引き鉄がピン固定へ変更された。用心鉄のサイズは小型のものに戻された。
- 用心鉄根元（右側面）のレバーで、銃身・ボルトグループと機関部が分解できるようになった。
- 安全装置レバーが用心鉄根元からグリップ後方へ移され、シアを直接ブロックする確実なものへ変わるとともに、右手だけでの操作が可能になった。
- 十四年式にあるマガジン脱落防止スプリングが無くなった。